# Prime esperienze
Prime esperienze è il terzo album del cantante napoletano Gigi Finizio distribuito dalla Mea Sound, pubblicato nel 1976.

## Tracce
1. Gioia
2. E femminista
3. Miracolo d'ammore
4. Dimme
5. Guagliuncelle
6. For'a scola
7. A bella de belle
8. Nziemme a tte